# Compsobata japonica
Compsobata japonica är en tvåvingeart som först beskrevs av Willi Hennig 1938.  Compsobata japonica ingår i släktet Compsobata och familjen skridflugor. Inga underarter finns listade i Catalogue of Life.